# Calaca

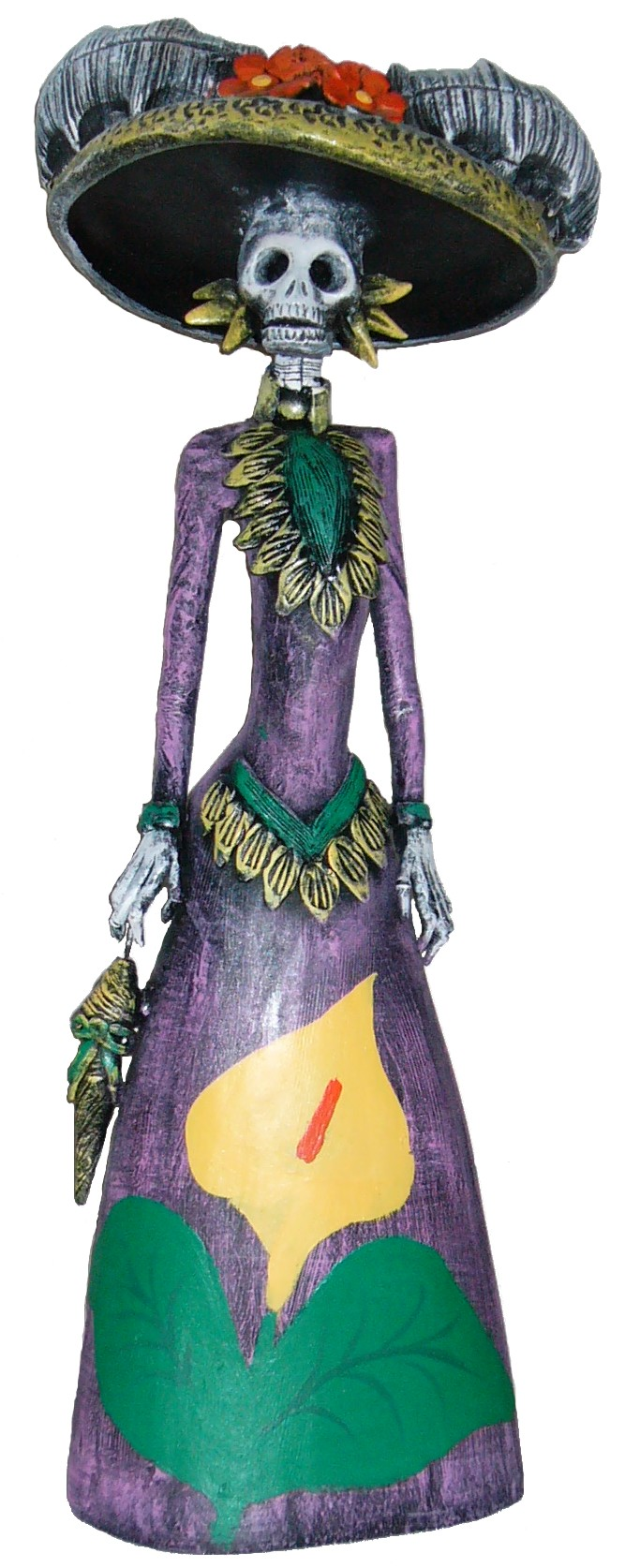
Una calaca con la figura de La Catrina.

Una calaca (expresión coloquial de español mexicano y español salvadoreño para esqueleto) es una figura de una calavera o esqueleto (generalmente humano) usada comúnmente para decoración durante el festival de Día de Muertos, aunque son hechas durante todo el año.  Sus orígenes, que pueden ser trazados desde la imaginería mexica, los muestran frecuentemente asociados con flores de patula y su follaje.  Al igual que con otros aspectos del festival de Día de Muertos, las calacas son generalmente representadas como motivo de alegría en vez de figuras de pesar.  Frecuentemente se les muestra luciendo trajes festivos, bailando y tocando instrumentos musicales para indicar una feliz vida en el más allá. Este aspecto proviene directamente de la creencia mexicana de que ningún alma muerta gusta de ser recordada como triste, y que la muerte debe ser un acontecimiento feliz. Esto a su vez tiene raíces en las costumbres mexicanas, una de las pocas que perduraron luego de la conquista española.
Las calacas usadas en el festival incluyen máscaras de esqueleto talladas, pequeñas figuras hechas de madera tallada o cerámica cocida y dulces con forma de calavera o esqueletos.
Una frase popular entre los mexicanos y algunos otros países hispanos en relación con una persona conocida y recientemente fallecida es «se lo llevó la calaca», lo que literalmente significa que ‘la muerte se lo llevó’.
En Guatemala, «calaca» es sinónimo de muerte. La figura de un esqueleto desnudo representa la muerte e implica miedo a ella. Por ello no es considerado como una imagen alegre.
La famosa canción "La Calaca", que se burla de la muerte y asegura al oyente que nadie está a salvo de morir, fue compuesta por José Hernández, y popularizada por la cantante mexicana Amparo Ochoa. En el año 2016 fue interpretada por Las Tres Grandes, que son las cantantes mexicanas Eugenia León, Guadalupe Pineda y Tania Libertad (con la participación de Lila Downs). Jorge Gutiérrez Zamora (vocalista) grabó un disco en 1973 titulado La Calaca, con el tema principal del mismo nombre. Más tarde apareció en dibujos animados infantiles de esqueletos, Halloween, Día de los Muertos y más.
Figuras en forma de calaca pueden ser vistas en las películas de Tim Burton The Nightmare Before Christmas y Corpse Bride, el juego de PlayStation 3 de 2008 LittleBigPlanet, el juego de computadora de 1998 Grim Fandango de Tim Schafer, y el juego de teléfonos móviles Brawl Stars.
En la serie de NCIS aparece en el episodio 8x1, cuando Paloma Rivera amenaza a Gibb's y a su equipo para tomar venganza de la muerte de su padre.